# Abdelmadjid Benattia
Pour les articles homonymes, voir Benattia.
Abdelmadjid Benattia est un footballeur international algérien, né le 12 décembre 1984 à Oran. Il évoluait au poste de milieu de terrain.
Il compte 6 sélections en équipe nationale entre 2005 et 2006.

## Palmarès
- Accession en Ligue 1 en 2009 avec le MC Oran.